# Jorge Aguilar Mora
Jorge Aguilar Mora (Chihuahua, México, 9 de enero de 1946-Bethesda, Estados Unidos, 5 de enero de 2024) fue un ensayista, novelista, poeta, profesor y crítico literario mexicano.

## Biografía
Estudió Lengua y Literatura Hispánicas en la Universidad Nacional Autónoma de México (UNAM) y se doctoró en El Colegio de México. Fue profesor en ambas instituciones. Durante el Movimiento de 1968 era representante de la asamblea del Colegio de México y fue detenido. Tuvo que salir del país y se instaló con una beca en París, donde entabló relación con Roland Barthes, quien se convirtió en su maestro. Aguilar Mora difundió las ideas de Barthes y le puso en contacto con otros intelectuales mexicanos, a los que influyó.
Formó parte del consejo de redacción de la revista La Mesa Llena y dirigió la colección Claves de editorial Era.
Entre los ensayos de Aguilar Mora, fue especialmente importante el que dedicó a Octavio Paz en 1978, titulado La divina pareja. Historia y mito en Octavio Paz. Su carácter crítico dio un giro a la literatura académica que se había escrito hasta entonces sobre Paz.
También escribió los ensayos Una muerte sencilla, justa, eterna: Cultura y guerra durante la Revolución Mexicana y Un día en la vida del general Obregón. 
Colaboró en el Cancionero folklórico de México, recopilación de la lírica popular mexicana del siglo XX, dirigida por la filóloga Margit Frenk y publicada entre 1975 y 1985 por El Colegio de México.
En 2015 le fue otorgado el Premio Xavier Villaurrutia de Escritores para Escritores por Sueños de la razón, 1799 y 1800. Umbrales del siglo XIX, en cuya ceremonia se le reconoció por ser “un autor capaz de novelar las ideas, de tejer complejidades y tender los hilos que van de la intimidad a la historia, de la ciencia al delirio, de la fuerza creativa en el arte a la fuerza creativa en la exploración del mundo”.
Entre sus alumnos, se encontró Gabriela Brimmer, a la que Aguilar Mora animó a escribir poesía.

## Obras

### Novelas
- Cadáver lleno de mundo
- Si muero lejos de ti
- Los secretos de la aurora

### Poesía
- US Mail Special Delivery
- No hay otro cuerpo
- Esta tierra sin razón y poderosa
- Stabat Mater
- La bella molinera

### Ensayo
- La divina pareja: Historia y mito en Octavio Paz
- Una muerte sencilla, justa, eterna: Cultura y guerra durante la Revolución Mexicana
- Un día en la vida del general Obregón
- Sueños de la razón, 1799 y 1800. Umbrales del siglo XIX[7]